# Rutland-Melton International Cicle Classic 2022
La Rutland-Melton International Cicle Classic 2022, sedicesima edizione della corsa e valida come evento dell'UCI Europe Tour 2022 categoria 1.2, si svolse il 24 aprile 2022 su un percorso di 180 km, con partenza da Oakham e arrivo a Melton Mowbray, in Regno Unito. La vittoria fu appannaggio del britannico Finn Crockett, che completò il percorso in 4h37'40", alla media di 38,896 km/h, precedendo il ceco Tomáš Kopecký e il connazionale Jacob Scott.
Sul traguardo di Melton Mowbray 52 ciclisti, su 180 partiti da Oakham, portarono a termine la competizione.

## Ordine d'arrivo (Top 10)
| Pos. | Corridore         | Squadra       | Tempo    |
| ---- | ----------------- | ------------- | -------- |
| 1    | Finn Crockett     | Ribble        | 4h37'40" |
| 2    | Tomáš Kopecký     | Abloc CT      | s.t.     |
| 3    | Jacob Scott       | WiV SunGod    | a 1"     |
| 4    | Stuart Balfour    | Ribble        | a 3"     |
| 5    | Max Walker        | Trinity       | a 8"     |
| 6    | Jens Schuermans   | BEAT          | a 10"    |
| 7    | Jack Rootkin-Gray | Gran Bretagna | a 1'23"  |
| 8    | Harry Birchill    | Gran Bretagna | s.t.     |
| 9    | Robert Donaldson  | Gran Bretagna | a 2'03"  |
| 10   | Jordy Bouts       | BEAT          | a 2'55"  |